# Sandra Pires
Sandra Pires (Rio de Janeiro, Brasil 1973) és una jugadora de voleibol brasilera, ja retirada, especialitzada en el voleibol platja.

## Biografia
Va néixer el 16 de juny de 1973 a la ciutat de Rio de Janeiro.

## Carrera esportiva
Va participar, als 23 anys, en els Jocs Olímpics d'Estiu de 1996 realitzats a Atlanta (Estats Units), on aconseguí guanyar la medalla d'or en la prova femenina de parelles en voleibol platja juntament amb Jackie Silva, convertint-les en les primeres guanyadores d'aquest torneig. En els Jocs Olímpics d'Estiu de 2000 realitzats a Sydney, i fent parella en aquesta ocasió amb Adriana Samuel, aconseguí guanyar la medalla de bronze. Amb aquesta mateixa jugadora competí en els Jocs Olímpics d'Estiu de 2004 realitzats a Atenes (Grècia), on finalitzaren cinquenes.
Al llarg de la seva carrera ha guanyat dues medalles en el Campionat del Món de voleibol platja, destacant la medalla d'or aconseguida el 1997.